# Helmut Illert
Helmut Illert (* 23. April 1938; † 19. April 2021) war ein deutscher Fernsehjournalist.
Nachdem der aus Aachen stammende Illert in neuerer deutscher Geschichte promoviert hatte, arbeitete er beim ZDF. Dort kommentierte er Übertragungen aus dem Deutschen Bundestag und arbeitete später als Korrespondent. Ab 1985 berichtete er aus Israel, ab 1991 war er Sonderkorrespondent. Anschließend wurde er Redaktionsleiter bei Phoenix. Dort führte er von 1997 bis 2010 durch die Sendungen Historische Debatten und Historische Ereignisse.
Helmut Illert war Schriftleiter und Vorsitzer der Deutschen Sängerschaft. Er lebte in Bonn.